# Bellvitge (metropolitana di Barcellona)
Bellvitge è una stazione della Linea 1 della metropolitana di Barcellona.
La stazione è situata sotto la Rambla Marina dell'Hospitalet de Llobregat e fu inaugurata nel 1989.
La stazione di Bellvitge e quella di Hospital de Bellvitge furono le prime due stazioni della metropolitana di Barcellona ad essere dotate di ascensori.